# Ochyrocera arietina
Espèce
Ochyrocera arietina est une espèce d'araignées aranéomorphes de la famille des Ochyroceratidae.

## Distribution
Cette espèce est endémique de Saint-Vincent à Saint-Vincent-et-les-Grenadines.

## Description
Le mâle syntype mesure 3 mm et la femelle syntype 3,5 mm.
La femelle décrite par Fage en 1912 mesure 3 mm.

## Systématique et taxinomie
Cette espèce a été décrite par Simon en 1892.

## Publication originale
- Simon, 1892 : « On the spiders of the island of St. Vincent. Part 1. » Proceedings of the Zoological Society of London, vol. 1891, p. 549-575 (texte intégral).